# Leopold Neumer
Leopold Neumer (8 de febrer de 1919 - 19 de març de 1990) fou un futbolista alemany. Va formar part de l'equip alemany a la Copa del Món de 1938.